# Sky Suites @ KLCC
Le Sky Suites @ KLCC est un ensemble de trois gratte-ciel résidentiels en construction à Kuala Lumpur en Malaisie. Ils s'élèveront à 230 mètres. Leur achèvement est prévu pour 2019. 